# Кинн, Густав
Густав Рикард Кинн (швед. Gustav Kinn; 10 июня 1895, By parish — 31 октября 1978, Älvkarleby, Уппсала) — шведский легкоатлет, бегун на длинные дистанции. Участник Олимпийских игр 1920, 1924 и 1928 годов. На всех трёх Олимпийских играх бежал марафонскую дистанцию. В Антверпене занял 17-е место — 2:49.10,4, в Париже финишировал 8-м — 2:54.33,4, в Амстердаме был 25-м — 2:47.35.

## Достижения
- 4-е место на марафоне в Стокгольме 9 июля 1916 года — 2:43.29,6 (40 км)[3]
- 6-е место на марафоне в Стокгольме 3 сентября 1916 года — 2:51.19,7 (40 км)[3]
- 1-е место на марафоне в Уппсале 1916 года — 2:59.50 (40 км)[3]
- 1-е место на марафоне в Стокгольме 8 июля 1917 года — 2:35.18,5 (40 км)[4]
- 1-е место на марафоне в Стокгольме 16 сентября 1917 года — 2:35.47,5 (40 км)[4]
- 2-е место на марафоне в Мальмё 1918 года — 2:34.04,6 (40 км)[5]
- 1-е место на марафоне в Стокгольме 1918 года — 2:34.16,1 (40 км)[5]
- 1-е место на марафоне в Уппсале 1918 года — 2:41.44,4 (40 км)[5]
- 4-е место на марафоне в Вестеросе 1918 года — 2:42.54 (40 км)[5]
- 1-е место на марафоне в Стокгольме 20 июля 1919 года — 2:41.55 (40 км)[6]
- 2-е место на марафоне в Стокгольме 5 октября 1919 года — 2:42.52 (40 км)[6]
- 1-е место на марафоне в Норрчёпинге 1919 года — 2:43.53 (40 км)[6]
- 1-е место на марафоне в Уппсале 1919 года — 2:49.09,2 (40 км)[6]
- 1-е место на марафоне в Мальмё 1920 года — 2:28.13 (40 км)[7]
- 1-е место на марафоне в Стокгольме 1920 года — 2:36.59,9 (40 км)[7]
- 1-е место на марафоне в Уппсале 13 июня 1920 года — 2:41.58,8 (40 км)[7]
- 1-е место на марафоне в Уппсале 4 июля 1920 года — 2:56.47 (40 км)[7]
- 6-е место на марафоне в Лондоне 1922 года — 3:06.10,8[8]
- 1-е место на марафоне в Копенгагене 1922 года — 2:33.00 (40 км)[8]
- 1-е место на марафоне в Стокгольме 1922 года — 2:36.12,3 (40 км)[8]
- 1-е место на марафоне в Евле 1922 года — 2:45.35,3 (40 км)[8]